# Isla Ramírez
Isla Ramírez är en ö i Chile.   Den ligger i regionen Región de Magallanes y de la Antártica Chilena, i den södra delen av landet, 2 100 km söder om huvudstaden Santiago de Chile. Arean är 164 kvadratkilometer.
Terrängen på Isla Ramírez är kuperad. Öns högsta punkt är 810 meter över havet. Den sträcker sig 23,6 kilometer i nord-sydlig riktning, och 12,4 kilometer i öst-västlig riktning.
Trakten runt Isla Ramírez består i huvudsak av gräsmarker. Trakten runt Isla Ramírez är nära nog obefolkad, med mindre än två invånare per kvadratkilometer.